# ジャスティン・ローズ
ジャスティン・ローズ（Justin Rose, 1980年7月30日 - ）は、イギリスのプロゴルファー。南アフリカ・ヨハネスブルグ生まれ。世界ランキング自己最高位は1位（2018年9月）。ローズのゴルフの経歴は同年代のライバル選手たちほど順風満帆でない時期もあったが、その中でローズは着実な成長を続けてきた選手でもあった。

## プロフィール
ローズは生後11ヶ月からゴルフを始め、5歳の時に南アフリカからイギリスの首都ロンドンへ引っ越した。ローズはまだアマチュア選手だった時、1998年のジ・オープン（ロイヤル・バークデール・ゴルフクラブ、パー70）でいきなり4位入賞を果たし、ここで一躍世界の注目を集めた。イーブンパー（E, 280ストローク）で並んだマーク・オメーラとブライアン・ワッツがプレーオフを戦い（オメーラが優勝）、1打差の単独3位にタイガー・ウッズがつけ、ローズは 2 オーバーバー（+2, 282ストローク）で4位に入った。大会終了の翌日、ローズは18歳を迎える直前にプロ転向を宣言したが、その後のローズのキャリアは決して順調ではなかった。
1998年7月23日-26日の「TNTオランダ・オープン」のプロ・デビュー戦から、1999年5月の「ドイツ銀行SAPオープン」まで、ローズは「17大会」連続で予選落ちし、ようやく1999年6月の「コンパック・ヨーロピアン・オープン」でプロ初の予選通過を果たす。ようやく2001年度のヨーロッパツアーで賞金ランキング33位に入り、2002年1月17日-20日の「ダンヒル選手権」でプロ初優勝を達成した。この年に来日し、国際招待ゴルフ・中日クラウンズで優勝する。5月30日-6月2日の「ブリティッシュ・マスターズ」で欧州ツアー年間2勝を挙げ、世界ゴルフ選手権第2戦のNEC招待選手権（当時の名称）でも5位に入り、欧州ツアーの賞金ランキング9位をマークするなど、2002年はローズのゴルフ経歴でも好成績の多い年であった。その一方で、ローズにゴルフを教えた父親を2002年9月に亡くしている。
2003年はヨーロッパツアーとアメリカPGAツアーを掛け持ち転戦し、全米オープンで5位に入賞する。2004年から、ローズは主戦場をアメリカツアーに移した。ここから再度の低迷期が訪れたが、2006年9月に「テキサス・オープン」で自己最高の2位に入る。2007年に入ると、ローズの世界ランキングは再び50位以内に戻り、2月のアクセンチュア・マッチプレー選手権で初めてのベスト8に進出した。初めての準々決勝では、ローズはトレバー・イメルマン（南アフリカ）に 5 アンド 4 で完敗している。4月のマスターズ・トーナメントは、ローズにとって3年ぶり3度目の出場であった。この大会でローズは 4 オーバーバー（+4, 292ストローク）で初めての5位入賞を果たす。8月のブリヂストン招待選手権で2位に入ると、当年度の年間賞金ランキング30位以内しか出場資格を得られないツアー年間最終戦「PGAツアー選手権」にも出場資格を得た。この年、ローズはヨーロッパツアーの賞金王に輝いた。
2008年のPGAツアー成績は6月の「メモリアル・トーナメント」で2位に入賞。同年のライダーカップで、ローズは初めてヨーロッパ代表選手に選ばれた。
2010年PGAツアー、6月の「メモリアル・トーナメント」で念願のツアー初優勝を飾った。
2013年、「全米オープン」でメジャー初優勝を飾った。
2016年には112年ぶりに復活したリオデジャネイロオリンピックで、初日に同競技史上初となるホールインワンを達成すると共に金メダルを獲得した。
2017-18シーズンではPGAツアーのHSBCチャンピオンズ、フォートワース招待で優勝するなど、プレーオフでも上位に食い込み、ツアー選手権の結果でフェデックスカップ総合優勝を果たした。
オーストラリアのプロゴルファーのアダム・スコットと親交深い。

## アマチュア優勝 (7)
- 1995 English Boys Stroke Play Championship Under 16, マクレガートロフィー（英語版）, English Boys Stroke Play Championship, Under 18, Carris Trophy
- 1997 セントアンドリュース・リンクス・トロフィー（英語版）
- 1998 Peter McEvoy Trophy

## プロ優勝 (26)

### PGAツアー (12)
| 大会グレード                         |
| メジャー選手権 (1)                   |
| 世界ゴルフ選手権 (2)                 |
| フェデックス・カップ・プレーオフ (2) |
| ツアー (7)                           |

| No. | 年月日         | 大会                                           | 優勝スコア            | 打差       | 2位 (タイ)                                                     |
| --- | -------------- | ---------------------------------------------- | --------------------- | ---------- | -------------------------------------------------------------- |
| 1.  | 2010年6月6日   | メモリアル・トーナメント                       | -18 (65-69-70-66=270) | 3打差      | リッキー・ファウラー                                           |
| 2.  | 2010年7月4日   | AT&Tナショナル                                 | -10 (69-64-67-70=270) | 1打差      | ライアン・ムーア                                               |
| 3.  | 2011年9月18日  | BMW選手権                                      | -13 (63-68-69-71=271) | 2打差      | ジョン・センデン                                               |
| 4.  | 2012年3月11日  | キャデラック選手権                             | -16 (69-64-69-70=272) | 1打差      | バッバ・ワトソン                                               |
| 5.  | 2013年6月16日  | 全米オープン                                   | +1 (71-69-71-70=281)  | 2打差      | ジェイソン・デイ フィル・ミケルソン                            |
| 6.  | 2014年6月29日  | AT&Tナショナル (2)                             | -4 (74-65-71-70=280)  | プレーオフ | ショーン・ステファニー                                         |
| 7.  | 2015年4月26日  | チューリッヒ・クラシック・オブ・ニューオリンズ | -22 (69-66-65-66=266) | 1打差      | キャメロン・トリンゲール                                       |
| 8.  | 2017年10月29日 | HSBCチャンピオンズ                             | -14 (67-68-72-67=274) | 2打差      | ダスティン・ジョンソン ブルックス・ケプカ ヘンリク・ステンソン |
| 9.  | 2018年5月27日  | フォートワース・インビテーショナル             | -20 (66-64-66-64=260) | 3打差      | ブルックス・ケプカ                                             |
| 10. | 2019年1月27日  | ファーマーズ・インシュアランス・オープン       | -21 (63-66-69-69=267) | 2打差      | アダム・スコット                                               |
| 11. | 2023年2月6日   | AT&Tペブルビーチプロアマ                       | -18 (69-69-65-66=269) | 3打差      | ブレンドン・トッド ブランドン・ウー                            |
| 12. | 2025年8月10日  | フェデックス・セントジュード選手権             | -16 (64-66-67-67=264) | プレーオフ | J.J.スポーン                                                   |

### ヨーロピアンツアー (11)
| 大会グレード         |
| メジャー選手権 (1)   |
| 世界ゴルフ選手権 (2) |
| ツアー (6)           |

| No. | 年月日         | 大会                                    | 優勝スコア            | 打差       | 2位 (タイ)                                                     |
| --- | -------------- | --------------------------------------- | --------------------- | ---------- | -------------------------------------------------------------- |
| 1.  | 2002年1月20日  | ダンヒル選手権 1                        | -20 (71-66-66-65=268) | 2打差      | マーク・フォスター レティーフ・グーセン マーティン・マリッツ   |
| 2.  | 2002年6月2日   | Victor Chandler British Masters         | -19 (70-69-65-65=269) | 1打差      | イアン・ポールター                                             |
| 3.  | 2006年11月26日 | オーストラリアン・マスターズ 2          | -12 (69-66-68-73=276) | 2打差      | グレッグ・チャーマーズ リチャード・グリーン                    |
| 4.  | 2007年11月4日  | ボルボ・マスターズ                      | -1 (70-68-71-74=283)  | プレーオフ | サイモン・ダイソン ソレン・キェルセン                          |
| 5.  | 2012年3月11日  | キャデラック選手権                      | -16 (69-64-69-70=272) | 1打差      | バッバ・ワトソン                                               |
| 6.  | 2013年6月16日  | 全米オープン                            | +1 (71-69-71-70=281)  | 2打差      | ジェイソン・デイ フィル・ミケルソン                            |
| 7.  | 2014年7月13日  | スコティッシュ・オープン                | -16 (69-68-66-65=268) | 2打差      | クリストファー・ブロバーグ                                     |
| 8.  | 2015年10月25日 | UBS香港オープン 3                       | -17 (65-66-64-68=263) | 1打差      | ルーカス・ビエルゴー                                           |
| 9.  | 2017年10月29日 | HSBCチャンピオンズ                      | -14 (67-68-72-67=274) | 2打差      | ダスティン・ジョンソン ブルックス・ケプカ ヘンリク・ステンソン |
| 10. | 2017年11月5日  | ターキッシュ エアラインズ・オープン     | -18 (69-68-64-65=266) | 1打差      | ニコラス・コルサーツ ディラン・フリッテル                      |
| 11. | 2018年11月4日  | ターキッシュ エアラインズ・オープン (2) | -17 (65-65-69-68=267) | プレーオフ | 李昊桐                                                         |

1 南アツアー共催 
 2 豪PGAツアー共催 
 3 アジアンツアー共催

### 豪PGAツアー (1)
| No. | 年月日         | 大会                          | 優勝スコア            | 打差  | 2位 (タイ)                                  |
| --- | -------------- | ----------------------------- | --------------------- | ----- | ------------------------------------------- |
| 1.  | 2006年11月26日 | オーストラリアン・マスターズ1 | -12 (69-66-68-73=276) | 2打差 | グレッグ・チャーマーズ リチャード・グリーン |

1 欧州ツアー共催

### 日本ツアー (1)
| No. | 年月日       | 大会           | 優勝スコア            | 打差  | 2位 (タイ)           |
| --- | ------------ | -------------- | --------------------- | ----- | -------------------- |
| 1.  | 2002年5月2日 | 中日クラウンズ | -14 (64-70-63-69=266) | 5打差 | プラヤド・マークセン |

### サンシャインツアー (2)
| No. | 年月日        | 大会           | 優勝スコア            | 打差  | 2位 (タイ)                                                   |
| --- | ------------- | -------------- | --------------------- | ----- | ------------------------------------------------------------ |
| 1.  | 2002年1月20日 | ダンヒル選手権 | -20 (71-66-66-65=268) | 2打差 | マーク・フォスター レティーフ・グーセン マーティン・マリッツ |
| 2.  | 2002年2月9日  | Nashua Masters | -15 (64-68-65-68=265) | 1打差 | ティッチ・ムーア                                             |

1 欧州ツアー共催

### アジアンツアー (1)
| No. | 年月日         | 大会                     | 優勝スコア            | 打差  | 2位 (タイ)               |
| --- | -------------- | ------------------------ | --------------------- | ----- | ------------------------ |
| 1.  | 2017年12月17日 | インドネシア・マスターズ | -29 (62-69-66-62=259) | 8打差 | パチャラ・コンワットマイ |

### その他優勝 (4)
- 2004 Bilt Skins (India – unofficial money event)
- 2005 トミー・バハマ・チャレンジ (with ティム・クラーク, ケビン・ナ, ジェフ・オギルビー; unofficial event)
- 2012 ターキッシュ・エアラインズ・ワールドゴルフファイナル (unofficial money event), Tyco Golf Skills Challenge (United States – unofficial money event with ピーター・ハンソン（英語版）))
- 2016 2016年リオデジャネイロオリンピックのゴルフ競技・男子

## チーム代表歴
アマチュア
- ウォーカーカップ (英/愛代表): 1997年
- ジャック・レグリーズ・トロフィー (英/愛代表): 1982

プロ
- ワールドカップ (イングランド): 2002年, 2003年, 2007, 2011
- セベ・トロフィー (英/愛代表): 2003年 (勝利), 2007年 (勝利)
- ライダーカップ (欧州代表): 2008, 2012 (勝利), 2014 (勝利), 2016